# Stichère
Un stichère est, dans le rite byzantin, un texte court, en vers ou en prose, de composition ecclésiastique et intercalé entre des versets psalmiques (au Lucernaire et aux laudes ; ou dans des apostiches). Le doxastikon et le théotokion intercalés dans la doxologie « Gloire au Père et au Fils et au Saint Esprit, et maintenant et toujours et dans les siècles des siècles. Amen » qui termine une série de versets sont aussi des stichères. Les stichères constituent, avec les tropaires du canon, la partie majeure du propre des offices de chaque jour. À certaines fêtes, il existe des stichères aussi connus et populaires que l'apolytikion du jour (notamment au Dimanche des Rameaux, « Aujourd'hui la grâce du Saint Esprit nous a réunis… » ou à la Pentecôte, le « Roi Céleste »).

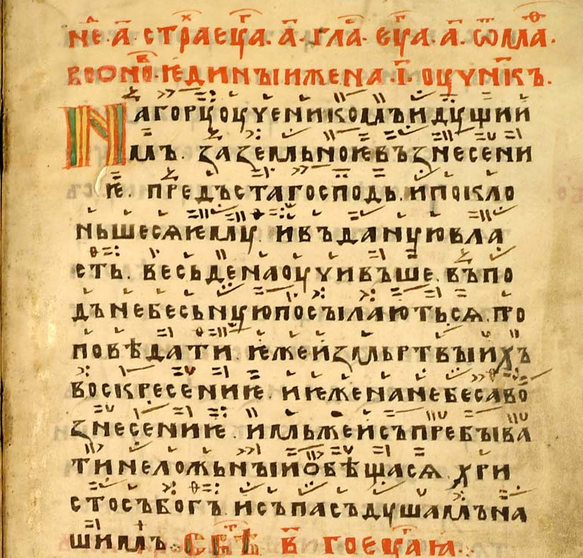
Exemple de stychère.

On appelle aussi stichère l'hymne qui est chantée aux matines festives après le psaume 50 et juste avant la prière d'intercession « Ô Dieu sauve Ton peuple ».
Musicalemement, les stichères sont dans le mode neumatique. Aujourd'hui, dans les offices, ils sont dits par des chantres, parfois sous la direction d'un canonarque.

### Sites
- Musique religieuse chrétienne

### Audio-video
- Stichères du Vendredi saint